# 3913 Chemin
A 3913 Chemin (ideiglenes jelöléssel 1986 XO2) a Naprendszer kisbolygóövében található aszteroida. CERGA fedezte fel 1986. december 2-án.